# Кумари, Сафаа
Сафаа Кумари (араб. صفاء كوماري‎; род. 19 июня 1963, Алеппо) — вирусолог растений сирийского происхождения. Известна тем, что разработала сорт конских бобов, устойчивый к вирусу некротической желтизны конских бобов (FBNYV).

## Жизнь
Кумари родилась в 1963 году в Алеппо, там же и выросла. У неё есть несколько братьев и сестёр. В период с 1982 по 1985 год она училась в Университете Алеппо на сельскохозяйственном факультете.
В начале своей работы она изучала вирус, распространяющийся из Эфиопии и поражающий такие важные пищевые растения, как чечевица, садовые бобы и нут. Вирус бьёт по семьям с низким доходом, для которых эти бобы служат «мясом для бедных». Распространение вируса связано с глобальным потеплением — изменение температуры стимулирует рост популяции тли, которая распространяет вирус. Кумари открыла сорт конских бобов, устойчивый к вирусу некротической желтизны конских бобов.
Она жила в Алеппо во время войны в Сирии и была на конференции в Аддис-Абебе, когда ей сообщили, что её семья находится в бегах. У них было десять минут, чтобы покинуть дом. Кумари решила рискнуть жизнью и отправилась в дом её сестер в центре Алеппо, чтобы забрать хранящиеся там устойчивые семена. Она забрала их, а затем отправилась в Ливан.
Следующей её задачей был перенос признаков устойчивости на продуктивный сорт. Она сразу же приступила к работе в своем новом доме, а также стала изучать ситуацию с жёлтой ржавчиной и стеблевой ржавчиной в Ливане. За время работы она собрала убедительные доказательства того, что разновидность стеблевой ржавчины Ug99 ещё не достигла страны.
В 2020 году Кумари вошла в список 100 женщин Би-би-си. В список того года попали две сирийки, второй была кинорежиссёр Ваад Аль-Катиб. К этому времени Кумари работала в ливанском Международном центре сельскохозяйственных исследований в засушливых районах в долине Бекаа. В тот же месяц, когда она получила награду, исследователи объявили, что вирус FBNYV был обнаружен в Испании.